# Environmental Science & Technology
Environmental Science & Technology (ES&T) (habitualmente abreviada como Environ. Sci. Technol. o ES&T), es una revista científica revisada por pares, publicada desde 1967 por la American Chemical Society. Como indica su nombre, en ella se publican investigaciones originales en ciencias medioambientales, así como revisiones globales y críticas. Actualmente se publica cada dos semanas. 
El factor de impacto de esta revista es de 5.257, en 2012. Según SCI Journal su factor de impacto actual (2022) es de 9,028.
El editor es Jerald L. Schnoor de la Universidad de Iowa.